# Empedrado megye
Empedrado egy megye Argentínában, Corrientes tartományban. A megye székhelye Empedrado.

## Települések
Önkormányzatok és települések (Municipios y comunas)
- Empedrado
- El Sombrero